# کوره پخت سیمان

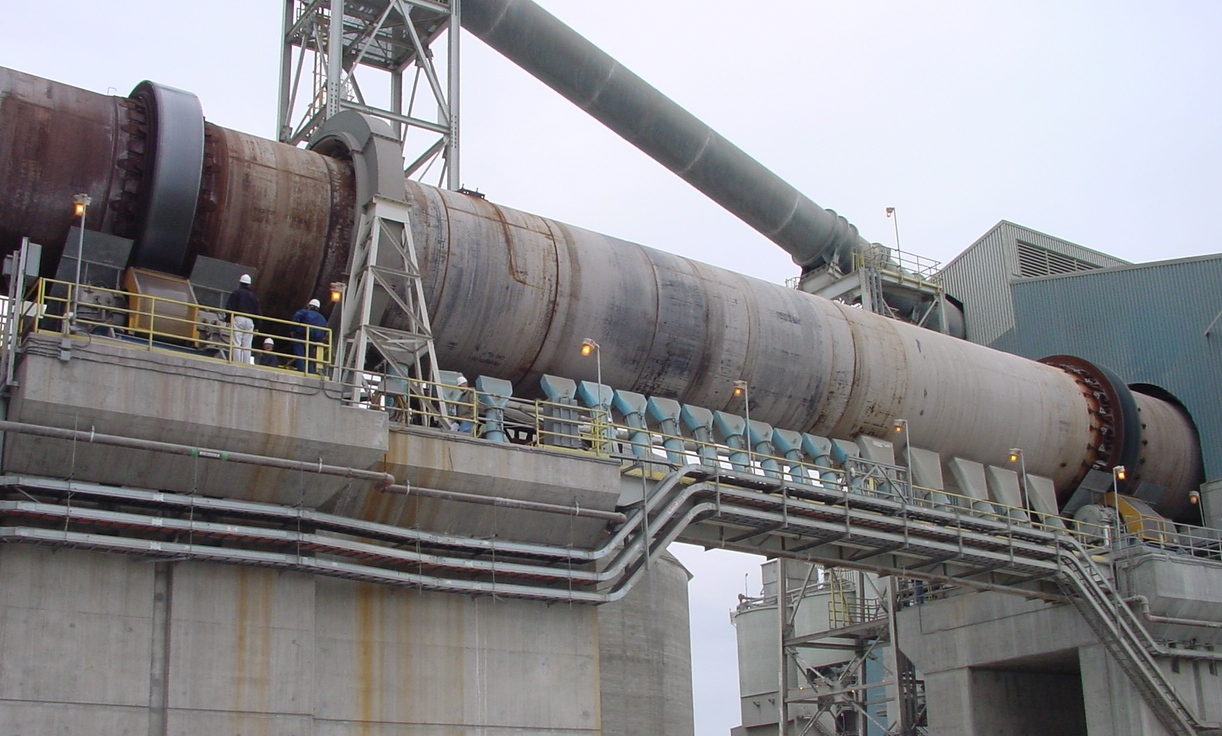
نمونه‌ای از یک کوره مدرن پخت سیمان

کوره پخت سیمان ابزاریست جهت تولید سیمان پرتلند و دیگر انواع سیمان‌های هیدرولیک. شکل مدرن این کوره‌ها به صورت یک لوله بزرگ دوار است که با سرعت کم دوران می‌کند. مواد اولیه سیمان از بالا به صورت جامد شارژ می‌شود. مواد سوختی نیز از پایین به داخل کوره تزریق شده و با احتراق در داخل لوله حرارت بالایی ایجاد می‌کند. کل کوره به صورت مورب با زاویه ۱ تا ۴ درجه نسبت به افق قرار دارد که موجب حرکت مواد به پایین کوره می‌شود. مواد خروجی از کوره که کلینکر سیمان نام دارد، به صورت کلوخه می‌باشد که پس از آسیاب شدن در آسیاب سیمان به سیمان پودری تبدیل می‌شود.